# (509) Iolanda
(509) Iolanda – planetoida z pasa głównego asteroid okrążająca Słońce w ciągu 5 lat i 134 dni w średniej odległości 3,06 j.a. Została odkryta 28 kwietnia 1903 roku w Landessternwarte Heidelberg-Königstuhl w Heidelbergu przez Maxa Wolfa. Pochodzenie nazwy planetoidy nie jest znane. Przed jej nadaniem planetoida nosiła oznaczenie tymczasowe (509) 1903 LR.